# تشيب ماكسويل
تشيب ماكسويل هو سياسي أمريكي، ولد في 10 أغسطس 1962 في أوماها في الولايات المتحدة. نشط حزبياً في الحزب الجمهوري. وقد انتخب عضو مجلس ولاية نبراسكا ‏.